# 荷受問屋
荷受問屋（にうけどいや）とは、江戸時代の問屋の営業形態の1つで、荷主と注文主との間で仲介業務を担った者。自己資金を用いて卸売を行う仕入問屋と対比される。

## 概要
荷受問屋は各地の荷主から委託された荷物を引き受けて保管・販売を行い、また注文主の依頼を受けて生産地や集積地からの購入・輸送手続の代行業務を行い、その過程で口銭を取って収入とした。当初は商品種別に扱う専業問屋は少なく、荷受問屋は様々な種類の商品を扱った。荷受問屋を分けたのは、主に荷主の属する地域ごとによるもので、薩摩藩の荷物を扱う「薩摩問屋」をはじめ「土佐問屋」「松前問屋」などがあった。大阪や江戸などでは、たくさんの荷受問屋があったため、一番組・二番組といったように分けられていた。時代が下るにつれて、仕入問屋が営業圏を広げて生産地や集積地と直接関係を持つようになると、荷受問屋は衰退したり、仕入問屋に転じたりした。